# Scottish Meteorological Society
Scottish Meteorological Society var ett skotskt meteorologiskt sällskap. 
Sällskapet, som inrättades 1855 och uppgick i Royal Meteorological Society 1921, publicerade sedan 1863 Journal of the Scottish Meteorological Society.